# Donji Sibovac
Siboc i Poshtëm en albanais et Donji Sibovac en serbe latin (en serbe cyrillique : Доњи Сибовац) est une localité du Kosovo située dans la commune/municipalité de Podujevë/Podujevo, district de Pristina (Kosovo) ou district de Kosovo (Serbie). Selon le recensement kosovar de 2011, elle compte 454 habitants, tous albanais.

## Démographie

### Évolution historique de la population dans la localité
| 1948 | 1953 | 1961 | 1971 | 1981 | 1991 | 2011 |
| ---- | ---- | ---- | ---- | ---- | ---- | ---- |
| 224  | 233  | 241  | 254  | 364  | 486  | 454  |

|  |